# Smicridea grandis
Smicridea grandis is een schietmot uit de familie Hydropsychidae. De soort komt voor in het Neotropisch gebied.